# Blekingska nationen
Blekingska nationen är en av 13 studentnationer vid Lunds universitet. Nationen har sina lokaler och studentbostadshus hos Stiftelsen Herulero i Lund, där cirka 200 av nationens medlemmar bor i både korridor och lägenheter. Nationen är allmänt känd som Lunds främsta musiknation framförallt tack vare deras koncept Klubb Indigo i kombination med satsningar på musikfestivaler och temaklubbar. Sedan höstterminen 2022 finns nationen på Ole Römers väg vid LTH, Ekonomicentrum och IDEON, efter att under åren 1960-2022 funnits på Måsvägen i direkt anslutning till studentbostadsområdet Vildanden.

## Historia
Nationen grundades år 1697 då den bröts ut ur den Skånska nationen. Den direkta anledningen till detta var att universitets konsistorium ansåg att Skånska nationen omfattade alltför stor del av studenterna och därför behövde delas upp. Den 13 februari 1697 mottog den nya nationen, från början 34 medlemmar, åtta nyinskrivna studenter. Nationens födelsedag är den 13 mars, då nationens förste kurator Lars Feuk kontant betalade den del av Skånska nationens skuld som belöpte på blekingska studenter. Under 1700-talet och början av 1800-talet var nationen relativt stor, framförallt beroende på att kristianstadsbor och gotlänningar brukade gå med i nationen. År 1812 var 73 studenter inskrivna, ett medlemsantal som sedan inte överträffades förrän mot slutet av 1920-talet. Under resten av 1800-talet gick sedan medlemsantalet kraftigt nedåt. Organiserat festliv verkar inte ha startat förrän år 1871, då nationen höll sin första bal. Balen följdes sedan av veckovis återkommande så kallade tisdagssupningar, med sång på programmet.
Under första halvan av 1900-talet bestod nationens verksamhet av olika festarrangemang, stipendieutdelning och inskrivning av studenter. Mellan 1957 och 1960 byggdes nationens fyra hus vid Måsvägen, under ledning av inspektor Nils Emmelin och byggnadsförman Bruno Carlsson. Projektet möjliggjordes genom stort finansiellt stöd från kommuner, landsting och företag i Blekinge. Från 1960 fram till början av 1970-talet kunde nationen tack vare nationshuset ha ett aktivitetsutbud liknande det en lundensisk studentnation har idag, med caféer, nationsaftnar, nationstidning, fadderverksamhet med mera. Under 1970-talet förföll dock nationen; stipendiefonder försvann, underhållet av nationshuset eftersattes och det gick så långt att det föreslogs att nationshusen skulle säljas till Akademiska Föreningen.
År 1982 restaurerade ett antal driftiga nationsmedlemmar nationen, och en mängd ämbeten återbesattes. Under samma period bildades Stiftelsen Herulero i Lund som äger och förvaltar nationens studentbostäder. Nationsmedlemmarna valde den legendariske professorn i etnologi Jan-Öjvind Swahn till inspektor. För att rädda nationshusen såldes en av fastigheterna vid Måsvägen för att skapa kapital för ombyggnad av de återstående tre. På grund av att nationen är den enda väster om järnvägen i Lund, och att anknytningskraven i nationerna slopats i början av 1970-talet, var nationen under denna period emellertid den särklassigt minsta av Lunds 13 nationer. Detta skapade ekonomiska problem för nationen i början av 1990-talet, då nationen hade endast cirka 650 medlemmar. Bland annat genom startandet av Klubb Indigo år 1994 bröts den negativa medlemsutvecklingen och nationen hade under 2005 cirka 1 900 medlemmar. Framförallt på grund av det minskade studentantalet vid Lunds universitet sjönk sedan medlemsantalet.
Blekingska har inte drabbats av den betydande nedgång i antal medlemmar som de centralt belägna stora nationerna i Lund fått vidkännas i och med borttagandet av nationsobligatoret den 1 juli 2010 (skyldigheten för en student vid Lunds universitet att vara medlem i en studentnation). Under vårterminen 2013 var Blekingska den enda av Lunds studentnationer som har fler nationsmedlemmar än vad den hade när obligatoriet togs bort. Nationen ökade under året sin novischinskrivning med hela 37%, vilket var i särklass bland Lunds studentnationer. 
Under 2010-talet togs flera beslut som inverkade till att nationen flyttade till Ideon och LTH i Lund. De gamla husen på Måsvägen såldes för 60 miljoner till fastighetsbolaget Kudo 2016, och medlen användes till ett nybyggnadsprojekt intill LTH, Ekonomicentrum och Ideon. Det nybyggda huset färdigställdes under 2022, och sedan oktober 2022 finns samtliga av nationens bostäder och verksamheter på Ole Römers väg 14A-14E och Ole Römers väg 16A-16C.

## Klubb Indigo
Den 26 november 1993 genomförde klubbmästaren Urban Jürgensen en fredagsklubb med alternativ musik. Klubben blev, till skillnad från nationens ordinarie fredagsklubb, en publiksuccé. I syfte att nationen skulle locka till sig fler medlemmar startade nationen därefter Klubb Indigo år 1994. Klubben hade redan från början en inriktning mot den alternativa scenen, och har lockat till sig en stor mängd artister som exempelvis The Cardigans, Alphaville, Bob hund, The Soundtrack of Our Lives, Broder Daniel, The Ark, The Hives, Peter Bjorn and John, Timbuktu, Spearmint, Bad Cash Quartet, Jens Lekman, ballboy, My Favorite, The Radio Dept., The Hidden Cameras, Andreas Tilliander, Moneybrother och Timo Räisänen. Nationens musiksatsning har satt sin prägel på nationen, som lockat till sig ett stort antal musikintresserade studenter.

## Aktiviteter
Nationen har utöver Klubb Indigo gängse för en lundensisk studentnation karakteristisk verksamhet, inbegripet kör, onsdagspub, klubbmästeri, brunch, lunch, sexmästeri med mera. Tredje helgen i november firar nationen sin årliga bal Höstblotet på Akademiska Föreningen.

## Stiftelsen Herulero i Lund
Stiftelsen Herulero i Lund äger och förvalta studentbostäder åt medlemmar av Blekingska nationen. Idag finns totalt 162 studentbostäder i form av lägenheter. För att bo på nationen krävs medlemskap i Blekingska nationen samt studier vid Lunds universitet.

## Alumniförening
Blekingska Nationens alumniförening Sällskapet Herulerna grundades 2001 och har cirka 80 medlemmar. Föreningen har årsmöte i samband med Höstblotet, och arrangerar därutöver olika aktiviteter för sina medlemmar som exempelvis förstemajbrunch och karnevalssittning.

## Vännationer
Blekingska nationen har även vännationer.
- Södermanlands-Nerikes nation, Uppsala
- Åbo nation, Helsingfors
- SF-Klubben vid Åbo Akademi, Åbo
- Smålands nation, Uppsala
- Club of PEP, University of York

## Kuratorer
Anmärkning: Åren 1979-1981 hade nationen roterande nationsordförande istället för kuratorsämbete.
- 1697–1702 - Lars Feuk
- 1707–1708 - Christopher de Fine
- 1708–1712 - Andreas Lunnius
- 1712–1722 - Lorenz Muhrbeck
- 1723–1724 - Petrus Wankif
- 1724–1726 - Christian Gersonius
- 1726–1728 - Anders Thomaeus
- 1728–1730 - Gottfrid Hoffgardh
- 1730–1732 - Justus Cristoffer Muhrbeck
- 1732–1733 - Anders Loffman
- 1733–1734 - Jacob Bjugg
- 1734–1735 - Johan Bjugg
- 1735–1740 - Paulus Chriström
- 1740–1741 - Petter Erik Bjugg
- 1741–1743 - Jöns Muhrbeck
- 1743–1744 - Michael Abelin
- 1744–1744 - Johan Henrik Burmester
- 1744–1746 - Pehr Lovén
- 1746–1748 - Jonas Grameen
- 1748–1749 - Carl Erik Unge
- 1751      - Gerhard Held
- 1754–1755 - Christian Kemner
- 1755–1756 - Jöns Wettersten
- 1756–1775 - Nils Hesslén
- 1775–1779 - Erland Samuel Bring
- 1779–1788 - Jonas Nehrman
- 1788–1791 - Carl Johan Eberstörm
- 1791–1793 - Gustaf Fredrik Malmström
- 1794–1794 - Carl Sommelius
- 1794–1800 - Johan Reinhold Sommelius
- 1800–1800 - Carl Öhrn
- 1800–1802 - Nils Henrik Sjöborg
- 1802–1803 - Carl Holm
- 1803–1807 - Fredrik Johan Cederschiöld
- 1807–1813 - Anders Otto Lindfors
- 1813–1827 - Bengt Jakobsson Bergqvist
- 1827–1841 - Hampus Tullberg
- 1841–1845 - Alexis Lindblom
- 1845–1855 - Alexander Magnus Hartelius
- 1855–1861 - Fredrik Lindqvist
- 1861–1873 - Carl Westdahl
- 1873–1883 - Otto Ernberg
- 1883–1885 - Carl August Windahl
- 1885–1889 - Claes Magnus Oldin
- 1889–1893 - Per August Montelius
- 1893–1894 - Axel Lundgren
- 1894–1896 - Hjalmar W. Emanuel Hoflund
- 1896–1899 - Nils Samuel Stadener
- 1899–1902 - Herman Söderbergh
- 1902–1905 - Karl Schlyter
- 1905–1906 - Sven C Johansson
- 1906–1908 - Carl Gustaf Weibull
- 1908–1910 - Elof Möller
- 1910–1910 - Yngve Schartau
- 1910–1911 - Gunnar Herrlin
- 1911–1911 - Kaleb A Andersson
- 1911–1912 - Sigfrid A F Lindström
- 1912–1913 - Ossian A Svensson
- 1913–1915 - Anton Jönsson
- 1915–1917 - Gunnar Ahlbeck
- 1917–1919 - Ture Sjögren
- 1919–1921 - Malte R Mårtensson
- 1921–1922 - Gösta Sjöholm
- 1922–1924 - Alfred Flaum
- 1924–1925 - Nathan Valmin
- 1925–1927 - Inge J:son Fröberg
- 1927–1928 - Gunnar V Carlsson
- 1929–1930 - Bo H Gumèus
- 1930–1930 - Henrik A V Olsson
- 1931–1932 - Tage Ahldén
- 1933–1934 - Birger Björnsson
- 1934–1934 - Erik M Kullendorff
- 1935–1936 - Gunnar Sjöberg
- 1937–1938 - Nils R Lundgren
- 1939–1940 - Bengt Bengtsson
- 1941–1941 - Hans H Ehrenstråle
- 1942–1942 - Lars G Lundgren
- 1943–1944 - Arne G Thorén
- 1945–1945 - Börje U Sagnert
- 1946–1946 - Sven-Erik Henricsson
- 1947–1947 - Jan-Erik Jagander
- 1948–1948 - Karl Gustav Doolke
- 1949–1951 - Jan-Öjvind Swahn
- 1951–1952 - Oscar Forsheden
- 1953–1953 - Bernt R Nilsson
- 1954–1954 - Bengt H Siwe
- 1955      - Sven G Carlström
- 1956–1957 - Bruno Carlsson
- 1958      - Patrick G Enckell
- 1959      - Sven-Ola F Lindeberg
- 1960      - Lars I:son Fröberg
- 1961      - Göran Eklundh
- 1962      - Ulf Henriksson
- 1963      - Nils Jareborg
- 1964      - Pehr Henrik Enckell
- 1965      - Ingemar Erntell
- 1966      - Bengt-Anders Sjöberg
- 1967      - Hans-Eric Altwall
- 1967–1968 - Thomas Rosendahl
- 1968      - Björn Martinsson
- 1969      - Gustaf Wahlberg
- 1969      - Lena Segerdahl
- 1970–1971 - Peter I:son Fröberg
- 1971–1972 - Ewa Nylén
- 1972–1973 - Kjell Lind
- 1973      - Lena Petersson
- 1973      - Britt Ohlsson
- 1974–1975 - Mats Sjöblom
- 1975      - Ingeborg Green
- 1976–1977 - Heléne Jonsson
- 1978      - Karin Zetterberg
- 1979–1981 - Flertal nationsordförande
- 1981      - Arne Klasén
- 1982      - Peter Engman
- 1983–1984 - Peter Lynél
- 1985–1986 - Hans Bergman
- 1986–1987 - Steen Jägnemyr
- 1986–1987 - Marie Sjöberg
- 1988–1989 - Camilla Svensson
- 1989      - Patrik Jönsson
- 1989–1990 - Anders Olsson
- 1990      - Åsa Stöhr
- 1990–1991 - Lars Karder
- 1991      - Anna Svensson
- 1991–1992 - Per Cedell
- 1992      - Mikael Stöhr
- 1993      - Anders Sjöberg
- 1993–1994 - Jaako Turunen
- 1994–1995 - Björn Johnson
- 1995–1996 - Johan Svensson, senare Dalén
- 1996–1997 - Jerker Asplund
- 1997–1998 - Jenny Åsenlund
- 1998–1999 - Sofia Cederström
- 1999–2000 - Ulf Nyberg
- 2000–2001 - Daniel Svensson, senare Unnerbäck
- 2001–2002 - Lina Widesjö
- 2002–2003 - Jonna Hedberg
- 2003–2004 - Karl Johnsson, senare Johnsinius
- 2004–2005 - Peter Holmberg
- 2005–2006 - Johan Norén
- 2006–2007 - Niffe Hermansson
- 2007–2008 - Andreas Landmark
- 2008–2009 - Erik Claar
- 2009–2010 - Andrea Fokt, senare Claar
- 2010–2011 - Sandra J. Selander
- 2011–2012 - Henrik Persson
- 2012–2013 - Cecilia Patriksson
- 2013–2014 - Jimmy Sok
- 2014–2015 - Julia Borg
- 2015–2016 - Helene Andersson
- 2016–2017 - Filippa Wieselgren[5]
- 2017–2018 - Fanny Stevenhag[6]
- 2018–2019 - Emelie Staffas [7]
- 2019–2020 - Tove Böckman [7]
- 2020–2021 -  Alexandra Gäddnäs [7]
- 2021-2022  -  Lowe Smith Jonsson [7]
- 2022-2023 - Matilda Erichs Lång [7]
- 2023-2024 - Elsa Hagström [7]
- 2024-2025 - Kåre Bergengren

## Inspektorer
Nationens nuvarande inspektor är Jonas Åkeson, professor i anestesiologi och intensivvård.